# Mikovényi Károly
Breznóbányai Mikovényi Károly (Lédec, 1813. – Trencsén, 1898. március 17.) honvéd dandár-parancsnok, sótárnok.

## Élete
Mikovényi János kincstári uradalmi hivatalnok és Farkas Antónia fia. Jogakadémiát végzett. 
1831-től önkéntes katona, 1843-tól alhadnagy, 1847-től hadnagy, 1848. augusztus 21-től főhadnagy a 2. Sándor gyalogezredben. Az ezred trencséni hadfogadó állomásának parancsnoka. Októberben ezredével csatlakozik a honvédsereghez. November 17-től a Trencsén vármegyei nemzetőrség őrnagya. Mozgósított zászlóaljával részt vett a Galíciából betört császáriak (Frischeisen alezredes, illetve Götz tábornok) elleni harcokban. 1849 januárjában a bányavárosokban csatlakozott a fel-dunai (VII.) hadtesthez. Február 5-től a 2. Zólyom vármegyei (később 124. sorszámú) honvédzászlóalj parancsnoka, az említett hadtestben. Végigküzdötte a téli és a tavaszi hadjáratot. Rész vett a branyiszkói ütközetben. Májustól alakulatával az önállóvá vált Kmety-hadosztályban szolgál. Június 13-án a csornai csatában térdlövést kapott, emiatt fél lábát amputálták. Június 19-én kitüntették a katonai érdemjel 3. osztályával, majd alezredessé léptették elő. 1850. május 18-án Pesten 10 év várfogságra ítélték, június 2-án kegyelmet kapott. 
1867-től fürdőbiztos, ekkor a Pest városi-, majd vágújhelyi, 1890-től nyugalmazott sótárnok. Trencsénben nyugszik. Sírfeliratát eredetileg Gyulay Pál írta a vértanú Jeszenák János pozsonyi síremlékére, melynek változata.
A Nyitra vármegyei Honvédegylet tagja volt.
Felesége 1852-től Burgh Franciska. Gyermekei Zsigmond, Erzsébet és Gabriella.

## Művei
Cikkei jelentek meg a Falusi Gazdában (1862: Juhászat, A gazda teendői, A lugos szőlőmívelés, A trágya, Birkászat, Legeltetés, Birkaförösztés és nyirés, A rét, A rétek feltörése, A szarvasmarha hízlalásáról, Lóversenyek 1862-ben, Párhuzam az electoral és nem electoral juhok jövedelmezése között, Dinnyekisérlet, Takarmányozás, Gyapjúevésről a birkáknál, 1864: Ismét a trágya, 1865: A juh-rü biztos orvoslása).